# Adelheid Koch
Pour les articles homonymes, voir Koch.
Adelheid Lucy Koch, née Schwalbe, (16 octobre 1896 - 29 juillet 1980) est une psychanalyste germano-brésilienne, pionnière de la psychanalyse au Brésil. Elle a été la première psychanalyste brésilienne reconnue par l'Association psychanalytique internationale et a fondé la Sociedade Brasileira de Psicanálise de São Paulo.

## Biographie
Adelheid naît à Berlin, fille du médecin Julius Schwalbe, qui dirige la revue médicale Deutsche Medizinische Wochenschrift. Elle fait ses études de médecine à Berlin et obtient son doctorat en 1927, consacrant sa thèse à la mortalité infantile chez les enfants illégitimes à Berlin. Elle se forme comme analyste avec Otto Fenichel et Salomea Kempner, puis devient membre de la Société psychanalytique de Berlin. Elle épouse l'avocat Ernst Heinrich Koch. Avec son mari et leurs deux filles, ils fuient le nazisme et s'installent au Brésil en 1936, où elle travaille comme analyste. Elle participe à la formation du premier groupe d’analystes brésiliens, dont feront partie Durval Marcondes, Virgínia Leone Bicudo et Frank Philips.
Le Groupe psychanalytique brésilien est reconnu par l'Association psychanalytique internationale en décembre 1942, et en 1951, l'Association psychanalytique brésilienne de Sao Paulo devient membre à part entière de l'association internationale.
Koch a peu publié. Elle est l'auteure d'un article sur l'omnipotence et la sublimation, fondé sur la théorie kleinienne des relations d'objet : selon elle, de fortes tendances à l'omnipotence pourraient être constructives si elles étaient accompagnées d'une capacité équivalente à sublimer et d'introjection d'un objet perçu comme généralement bon ; cependant, un objet perçu comme mauvais favoriserait la toute-puissance destructrice et retarderait la capacité de sublimer.

## Publications
- « Neurose dos pais - Neurose dos filhos  [Névrose des parents - Névrose des enfants], Neurobiologia, Vol. 3, n ° 1, 1939.
- « Considerações psicanalíticas sobre simbolos e contos populares » [Considérations psychanalytiques sur les symboles et les contes populaires], Revista de Neurología e Psychiatria de São Paulo, Vol. 6, n ° 1, 1940.
- « Elementos Básicos da Terapia Psicanalítica » [Éléments de base de la thérapie psychanalytique], Arquivos de Neuro-Psiquiatria, Vol. 3, n ° 4, 1945.
- « Omnipotencia y sublimacion », Revista de Psicoanálisis, Vol. 4, n ° 3, 1956. Traduit de l'espagnol par Ana Pieczanski comme `` Omnipotence and sublimation '', dans Nydia Lisman-Pieczanski & Alberto Pieczanski, The Pioneers of Psychoanalysis in South America: An essential guide, 2014, ch. 22.
- (avec FH Capisano) « Influência Histórico Social na Atitude Analítica » [Influence de l'histoire sociale sur l'attitude analytique], Revista Brasileira de Psicanálise, Vol. 6, n ° 3, 1972, pp. 344–356.